# Eduards Medne
Eduards Medne, Eduard Martynowicz Medne (ros. Эдуард Мартынович Медне, ur. 1882, zm. 3 marca 1974 w Moskwie) – radziecki działacz partyjny.

## Życiorys
W 1903 wstąpił do SDPRR, 1906 został aresztowany, od 1917 był członkiem Komitetu Powiatowego SDPRR(b) w Bachmucie, potem do 1918 komisarzem finansów w Donbasie. Od 1918 był funkcjonariuszem partyjnym w guberni niżnonowogrodzkiej, Sierpuchowie i Moskwie, od 26 kwietnia 1920 przewodniczącym Donieckiego Sownarchozu, 1921-1922 przewodniczącym odeskiej gubernialnej komisji kontrolnej KP(b)U, a od sierpnia 1922 do marca 1924 sekretarzem odpowiedzialnym witebskiego gubernialnego komitetu RKP(b). Od 25 kwietnia 1923 do 23 maja 1924 był członkiem Centralnej Komisji Kontrolnej RKP(b), od 4 lutego do 14 maja 1924 członkiem Tymczasowego Białoruskiego Biura KC RKP(b), 1924-1925 pracownikiem KC RKP(b), a 1926-1927 funkcjonariuszem partyjnym w Kałudze i Jarosławiu. W latach 1927–1932 pracował w Najwyższej Radzie Gospodarki Narodowej ZSRR, 1933-1939 był członkiem Sądu Najwyższego RFSRR, 1940 przeszedł na emeryturę.